# Seán Lester
Seán Lester (28. září 1888 Carrickfergus, Ulster – 13. června 1959 Galway, Irsko) byl irský diplomat mezinárodního významu.
V mladí zastával protibritské nacionalistické postoje. Od roku 1929 diplomaticky působil v Ženevě při Společnosti národů, od 1937 jako druhý nejvyšší činitel coby náměstek generálního tajemníka Avenola. Již za válečných okolností byl v roce 1940 zvolen v pořadí třetím generálním tajemníkem Společnosti národů.
Původně byl jako třetí tajemník předpokládán někdo z představitelů členských velmocí, fakticky jí však tou dobou bylo jen Spojené království. V podstatě se Lester stal pouhou hlavní tváří výhradně formálně existující organizace bez jakéhokoli vlivu. 18. dubna 1946, dva dny před zánikem Společnosti národů, z funkce odešel. Důvodem bylo zřízení daleko efektivnější Organizace spojených národů, která už tou dobou měla svého generálního tajemníka Trygve Lieho.